# Волков (Перемышлянская городская община)
Волков (укр. Вовків) — село в Перемышлянской городской общине Львовского района Львовской области Украины.
Население по переписи 2022 года составляло 460 человек. Занимает площадь 2,88 км². Почтовый индекс — 81242. Телефонный код — 3263.